# 陳善圻
陳善圻，湖南郴州人，清朝政治人物。诸生出身。
同治六年（1867年），擔任清朝廣州府南海縣知縣。后由賡颺接任。